# Mateo Banks

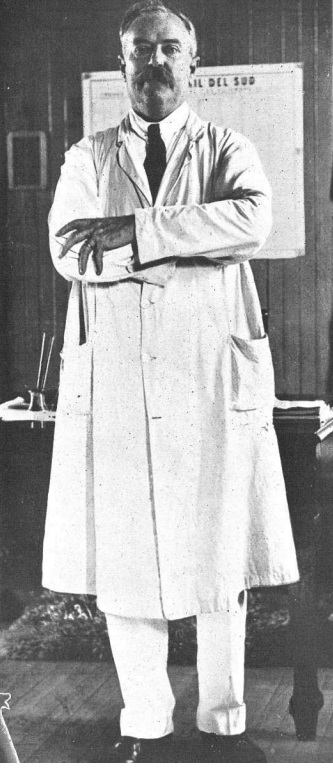
Foto de Mateo Banks en 1923.

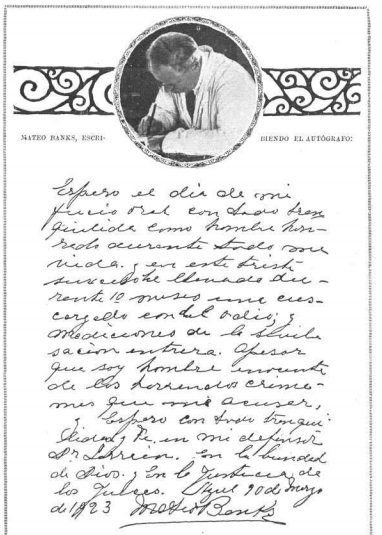
El texto del autógrafo proporcionado a la revista Caras y Caretas dice: Espero el día del juicio oral con todo tranquilidad como hombre honrado durante todo mi vida. Y en este triste suceso he llevado durante 10 meses una cruz cargada con del odio y mediciones de la civilisación entera. A pesar que soy hombre inocente de los horrendos crímenes que me acusen. Espero con todo tranquilidad y Fe en mi defensor, doctor Larraín, en la bondad de Dios y en la Justicia de los Jueces. Azul, 10 de marzo de 1923.

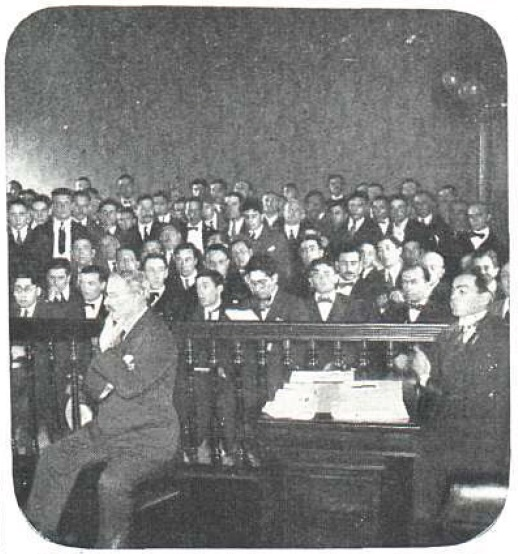
Juicio de 1923 a Mateo Banks (con la mano en el mentón), junto a su abogado el Dr. Larraín.

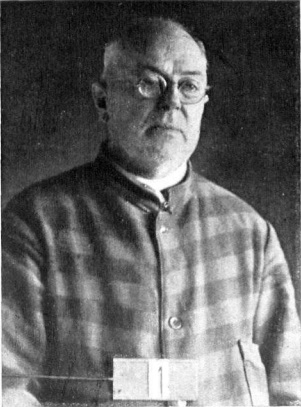
Mateo Banks en 1933, preso en Ushuaia.

Mateo Banks y Keena (n. en Estancia El Trébol, Chascomús, Provincia de Buenos Aires, 18 de noviembre de 1872 - f. en Buenos Aires, 1949) fue un chacarero argentino de origen irlandés, famoso por haber cometido un homicidio múltiple en el partido de Azul, en 1922. El caso fue muy resonado en la época, y se ha calificado a Banks como el primer multihomicida argentino. Como trasfondo de sus homicidios se cree que se encontraba el problema del estatus social que Mateo Banks quería mantener y ya no podía debido a su problema con el juego.

## Biografía
Descendiente de irlandeses, su padre había emigrado hacia la Argentina en 1862. En este país se casó con una irlandesa y vivió primero en Chascomús y luego en Azul. Allí tuvieron siete hijos: María Ana, Dionisio, Miguel, Mateo, Pedro, Catalina (quien había emigrado a Irlanda) y Brígida.
La familia Banks adquiriría prestigio en Azul, destacándose como inmigrantes triunfadores.
Mateo era una figura importante dentro de su comunidad, de gran participación religiosa, siendo quien portaba el palio en las procesiones y el presidente de la Liga Popular Católica. Asimismo, era miembro del Consejo Escolar, socio del Jockey Club y de varias ligas de beneficencia, vicecónsul de Gran Bretaña y representaba a la marca de autos Studebaker en la provincia de Buenos Aires. Había contraído matrimonio con una mujer de sociedad, Máxima Gainza.

## El crimen
El hecho criminal ocurrió el martes 18 de abril de 1922. En horas del mediodía, Banks (de 49 años de edad en ese momento), se encontraba en la estancia "La Buena Suerte". Allí comenzó su raid homicida. Primero, disparó su rifle Winchester a su hermano Dionisio Banks. La bala le atravesó la espalda, y luego efectuó un segundo disparo para rematarlo. Se encontraba también Sara, hija de Dionisio, de doce años de edad. La niña, asustada, intentó huir. Fue encontrada por Mateo Banks, quien le dio un culatazo en la cabeza, y la arrojó desvanecida a una zanja, donde le disparó dos tiros. Alrededor de las ocho de la noche, llegó a la estancia Juan Gaitán (según otras fuentes apellidado Illescas), un peón que trabajaba allí. Banks lo asesinó de un disparo mientras Gaitán guardaba el sulky.
Banks tomó el sulky y se dirigió a uno de los campos que le pertenecían, "El Trébol", distante a 5 km de donde se encontraba. Allí se encontró con un peón llamado Claudio Loiza, a quien le dijo que lo acompañara a "La Buena Suerte" para atender a Dionisio, quien se hallaba enfermo. Partieron en sulky, y promediando el recorrido, Banks pidió a Loiza que bajara a buscar el rebenque. Una vez que Loiza bajó, le disparó un tiro en el cuello. Luego lo remató y escondió su cuerpo en un pajonal cercano.
Regresó a "El Trébol", donde vivían sus hermanos María Ana y Miguel, la esposa de este último, Juana Dillon, y las hijas del matrimonio, Cecilia y Anita (de 15 y 5 años, respectivamente). Luego de la cena y cuando todos dormían, alrededor de las once de la noche, Banks despertó a su hermana y la convenció de ir a "La Buena Suerte" para asistir a Dionisio. Una vez que subió al sulky y luego de andar algunos kilómetros, paró el caballo y le disparó a María Ana. Arrojó el cadáver a la vera del camino, y regresó.
Golpeó la puerta de la habitación de Miguel, y le pidió a Juana que le haga un té. Cuando Juana apareció, la asesinó de un disparo en el pecho. Miguel, quien estaba enfermo en cama, al oír el disparo se incorporó. Mateo Banks lo mató de un disparo en el cuello. Entró en la habitación de Cecilia y también la asesinó. Luego tomó en sus brazos a Anita y a María Ercilia Gaitán (de 4 años, hija del peón) y las llevó a un cuarto, donde las encerró. Serían las únicas sobrevivientes.
Durante la madrugada, Banks se dirigió a Azul, a la casa del doctor Rafael Marquestau. Le aseguró al mismo que los peones, Gaitán y Loiza, habían matado a toda su familia y lo habían atacado, y que en defensa propia los había tenido que matar. Luego de ir a la estancia, llamaron al comisario Luis Bidonde, quien realizó la investigación en la escena del crimen.

### Víctimas
- Dionisio Banks (hermano)
- Sara Banks (sobrina)
- Juan Gaitán (peón)
- Claudio Loiza (peón)
- María Ana Banks (hermana)
- Juana Dillon (cuñada)
- Miguel Banks (hermano)
- Cecilia Banks (sobrina)

## Repercusión y juicio
El caso cobró notoriedad pública, y se le dedicaron amplios espacios en diversos diarios de toda la provincia y la ciudad de Buenos Aires. La sociedad de Azul estaba conmocionada, y miles de personas acompañaron los entierros de las víctimas. Se detuvo a Mateo Banks como principal sospechoso del crimen, pero el chacarero se aferraba a su versión. Luego de varios interrogatorios, las contradicciones en su relato vieron la luz. Además se hallaron otras pistas, como que el tiro que Banks tenía en la bota y que afirmaba era producto de un balazo de Gaitán era en realidad un orificio hecho con un punzón, y las pericias en las balas confirmaron que pertenecían a las escopetas del sospechoso. Asimismo, la hija del peón Juan Gaitán testificaría que fue Banks el asesino.
Tres semanas más tarde, confesó. Se celebró el juicio en el Sport Club de Azul, habilitado como tribunal para la ocasión. Hubo fuerte presencia de las fuerzas de seguridad ya que los asistentes al juicio querían atacar a Banks. La prensa y la población habían asignado a Banks el mote de "Mateocho", relacionado con las ocho personas que asesinó.
En principio, Banks se retractó de su confesión, la que dijo había sido arrancada con torturas y amenazas. Luego, debido a las evidencias reunidas por el fiscal, se probaría la culpabilidad.
Banks había pasado de ser un próspero chacarero a estar en bancarrota, según se cree, por una afición al juego. El fiscal probó que en 1921 Mateo había vendido sus terrenos a sus hermanos, y que poco antes de los homicidios, había intentado hacer una estafa falsificando la firma de Dionisio para vender cabezas de ganado que no le pertenecían. Sabía que por esto podría caberle la cárcel, por ello planificó el crimen. Días antes compró las balas que utilizaría, y había intentado envenenar a su familia poniendo estricnina en el puchero, equivocando la dosis y fallando en el intento.
La defensa de Banks fue asumida, luego de que ningún abogado deseara aceptarla, por el defensor de oficio Luis Larrain, quien insistió en la versión de Banks, pero no pudo explicar las inconsistencias en el relato.
Finalmente, el 3 de abril de 1923 la vista de la causa se dio como concluida. Banks emitió la siguiente declaración, antes de ser condenado a reclusión perpetua:

Señor presidente: mucho se ha hablado de este horrendo crimen… He pasado diez meses con el corazón y el alma desgarrados por el dolor y el sufrimiento de las injusticias de las que fui objeto… He aguantado mi dolor en silencio… en la fe de Dios y en la justicia de mis jueces… Por esta cruz (la señala al público), mi pedido es uno solo: ¡que se haga justicia!

Larrain alegó vicios en el proceso, que fue declarado nulo. El juicio fue trasladado a La Plata. Banks contó para este juicio con la defensa de Antonio Palacios Zinny, reconocido abogado penalista de la época. A pesar de las estrategias de Palacios Zinny, la condena fue confirmada. En 1924 fue trasladado al Penal de Ushuaia. Allí concedió numerosas entrevistas. Rezaba continuamente, y llegó a fabricar un rosario con botones, del que nunca se separaba. Más tarde tuvo éxtasis religiosos y dictó liturgias, por lo que fue apodado "El místico".
Banks afirmó en prisión ser inocente, y culpó por los asesinatos al peón Juan Gaitán. Declaró que el mismo había sido despedido un día antes de los homicidios por su mal comportamiento, y que ese era el motivo por el que asesinó a toda la familia. En cuanto a su confesión inculpándose del delito, Banks dijo que la confesión había sido conseguida con torturas y amenazas de martirizar a su hija.

## Libertad luego de la condena
El 10 de junio de 1949 fue liberado. Intentó volver a Azul, pero la condena social era muy grande, por lo que se mudó a Buenos Aires, donde cambió de identidad.
Se mudó a una pensión en el barrio de Flores, ubicada en la calle Ramón Falcón 2178, donde se registró con el nombre falso de Eduardo Morgan. El mismo día de la mudanza resbaló en la bañera, golpeándose la cabeza y falleciendo en el acto.
En la caja fuerte de la cárcel había dejado un manuscrito con sus memorias, de unas 1200 páginas, con instrucciones para su publicación; sin embargo, este se perdió.

## En la cultura popular
- Los crímenes de Banks inspiraron dos tangos: Doctor Carús (de Martín Montes de Oca) y Don Maté 8 (con letra de José Ponzio y música de Domingo Cristino).[3][6]
- Los crímenes motivaron un circuito turístico en la localidad de Azul, en el que se recorren las estancias y la casa de Banks en la ciudad.[9]